# Church Gresley
Church Gresley – wieś w Anglii, w hrabstwie Derbyshire, w dystrykcie South Derbyshire. Leży 19 km na południe od miasta Derby i 171 km na północny zachód od Londynu. Miejscowość liczy 4085 mieszkańców.